# 大谷地車站
大谷地車站（日语：／ Ōyachi eki */?）是位於日本北海道札幌市厚別區大谷地東3丁目，隸屬於札幌市交通局的地下鐵車站。大谷地車站是札幌市營地下鐵東西線的沿線車站之一，車站編號T17。
在舊國鐵時代的千歲線沿線也曾經存在過一與本站同名的車站，但在1973年9月9日北廣島～苗穗間的新線啟用之後，國鐵大谷地車站就隨著舊線的廢線而消失。該站當初的位置，實際上比較靠近今日的南鄉18丁目車站，而與地下鐵大谷地車站有段距離。

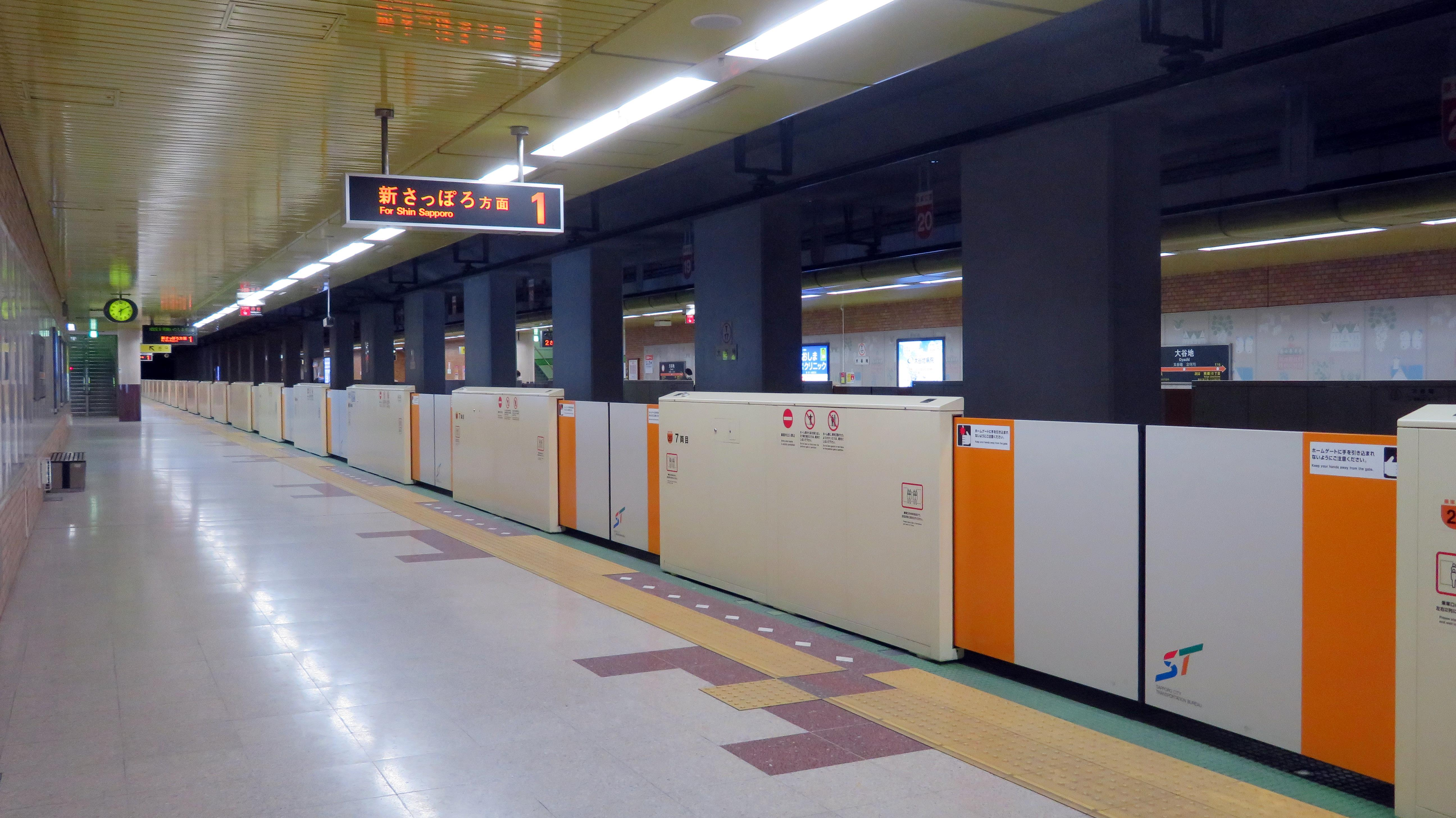
月台(2017年3月)

## 車站構造
地下1樓為閘機與售票處、地下2樓為對向式2面2線的月台。位於南鄉通（北海道道3號札幌夕張線）的下方，出口在此路共有5個。3號出口與札幌市交通局本局的地下聯絡。升降機位於2號出口，5號出口使用民間大樓的升降機。此外，傷殘人士廁所位於往宮之澤月台的樓梯下。

### 月台配置
| 月台 | 路線   | 目的地           |
| ---- | ------ | ---------------- |
| 1    | 東西線 | 新札幌方向       |
| 2    | 東西線 | 大通、宮之澤方向 |

## 相鄰車站
札幌市營地下鐵
 東西線
南鄉18丁目（T16）－大谷地（T17）－雲雀之丘（T18）